# フロリアン・クライン
フロリアン・クライン（Florian Klein, 1986年11月17日 - ）は、オーストリア・リンツ出身の元サッカー選手。元オーストリア代表。ポジションはディフェンダー（右サイドバック）及びミッドフィールダー。

## 経歴
LASKリンツのユースチームでキャリアをスタート。2003年にトップチーム昇格後FCブラウワイスリンツへ期限付き移籍。復帰後2004年から2009年まで5シーズンで163試合出場12得点を挙げる。
2009年にFKアウストリア・ウィーンへ、2012年にはレッドブル・ザルツブルクへ移籍。
2014年7月、VfBシュトゥットガルトへ2017年までの3年契約で完全移籍した。
2017年8月、古巣のアウストリア・ウィーンへ2020年6月までの3年契約で完全移籍。 3シーズンで82試合に出場した。契約終了後は約半年間無所属の期間を経て、2021年2月に引退を表明。現役生活に終止符を打った。

## 代表
2010年にオーストリア代表に選出。同年5月19日のクロアチア代表戦で代表デビューを果たす。2016年の欧州選手権にも選出され、グループステージの3試合すべてで先発メンバーとなりフル出場するが、チームはグループ最下位で敗退した。2017年に行われた2018 FIFAワールドカップ・ヨーロッパ予選まで招集されている。

## 所属クラブ
- 2003-2009  LASKリンツ

→ FCブラウワイスリンツ 2003-2004 (loan)
- 2009-2012  FKアウストリア・ウィーン
- 2012-2014  レッドブル・ザルツブルク
- 2014-2017  VfBシュトゥットガルト
- 2017-2020  FKアウストリア・ウィーン

## 獲得タイトル
- オーストリア・ブンデスリーガ2部優勝1回（2007 LASKリンツ）
- オーストリア・ブンデスリーガ優勝1回（2014 レッドブル・ザルツブルク）
- オーストリア・カップ優勝1回（2014 レッドブル・ザルツブルク）
- ブンデスリーガ2部優勝1回（2017 VfBシュトゥットガルト）